# Братон, Джон
Джон Дже́рард Бра́тон (ирл. Seán de Briotún; 18 мая 1947, Данбойн, Ленстер — 6 февраля 2024, Дублин) — ирландский политик, премьер-министр Ирландии (1994—1997).
В 1965 году вступил в Фине Гэл. В 1969 году стал депутатом Дойл Эрян. Был министром финансов Ирландии в 1981—1982 и в 1986—1987, министром промышленности и энергетики Ирландии в 1982—1983, Министром промышленности, торговли и туризма в 1983—1986, а также публичных служб в 1987. С 1997 по 2001 и с 1990 по 1994 Лидер оппозиции в Дойл Эрян. В 2004—2009 — посол Европейского Союза в США.
В 2019 году подписал «Открытое письмо против политических репрессий в России».
Умер 6 февраля 2024 года в возрасте 76 лет в частной больнице Матер в Дублине после того, как некоторое время болел раком. Государственные похороны состоялись 10 февраля в церкви Святого Петра и Святого Павла в Данбойне.